# Super Bowl XLIII
Der Super Bowl XLIII war der 43. Super Bowl, das Endspiel der Saison 2008 der National Football League (NFL) im American Football. Am 1. Februar 2009 standen sich der Meister der National Football Conference (NFC), die Arizona Cardinals, und der Meister der American Football Conference (AFC), die Pittsburgh Steelers, im Raymond James Stadium in Tampa, Florida, gegenüber. Die Pittsburgh Steelers entschieden das Spiel kurz vor Schluss für sich, gewannen nach Super Bowl IX, Super Bowl X, Super Bowl XIII, Super Bowl XIV und Super Bowl XL ihren sechsten Super Bowl bei ihrer siebten Teilnahme und hielten damit den Rekord für die meisten Super-Bowl-Siege (seit 2019 teilen die Steeler sich diesen Rekord mit den Patriots). Steelers-Wide-Receiver Santonio Holmes wurde zum Super Bowl MVP ernannt.

## Der Weg zum Super Bowl

### Reguläre Saison
| AFC North           |    |    |   |       |     |     |
| Team                | S  | N  | U | SQ    | P+  | P−  |
| Pittsburgh Steelers | 12 | 4  | 0 | 0,750 | 347 | 223 |
| Baltimore Ravens    | 11 | 5  | 0 | 0,688 | 385 | 244 |
| Cincinnati Bengals  | 4  | 11 | 1 | 0,281 | 204 | 364 |
| Cleveland Browns    | 4  | 12 | 0 | 0,250 | 232 | 350 |

| NFC West            |   |    |   |       |     |     |
| Team                | S | N  | U | SQ    | P+  | P−  |
| Arizona Cardinals   | 9 | 7  | 0 | 0,563 | 427 | 426 |
| San Francisco 49ers | 7 | 9  | 0 | 0,438 | 339 | 381 |
| Seattle Seahawks    | 4 | 12 | 0 | 0,250 | 294 | 392 |
| St. Louis Rams      | 2 | 14 | 0 | 0,125 | 232 | 465 |

### Setzliste
| Play-off-Setzliste |                                      |                                    |
| Position           | AFC                                  | NFC                                |
| 1                  | Tennessee Titans (South-Gewinner)    | New York Giants (East-Gewinner)    |
| 2                  | Pittsburgh Steelers (North-Gewinner) | Carolina Panthers (South-Gewinner) |
| 3                  | Miami Dolphins (East-Gewinner)       | Minnesota Vikings (North-Gewinner) |
| 4                  | San Diego Chargers (West-Gewinner)   | Arizona Cardinals (West-Gewinner)  |
| 5                  | Indianapolis Colts                   | Atlanta Falcons                    |
| 6                  | Baltimore Ravens                     | Philadelphia Eagles                |

### Play-offs
|  | Wild Card Round                           | Wild Card Round                           | Wild Card Round                           |                             |              | Divisional Round                     | Divisional Round                           | Divisional Round                           |                                            |  | Conference Championships | Conference Championships | Conference Championships |  |  | Super Bowl | Super Bowl | Super Bowl |
|  |                                           |                                           |                                           |                             |              |                                      |                                            |                                            |                                            |  |                          |                          |                          |  |  |            |            |            |
|  | 3. Januar – University of Phoenix Stadium | 3. Januar – University of Phoenix Stadium | 3. Januar – University of Phoenix Stadium |                             |              | 10. Januar – Bank of America Stadium | 10. Januar – Bank of America Stadium       | 10. Januar – Bank of America Stadium       |                                            |  |                          |                          |                          |  |  |            |            |            |
|  | 3. Januar – University of Phoenix Stadium | 3. Januar – University of Phoenix Stadium | 3. Januar – University of Phoenix Stadium | 2                           | Carolina     | 13                                   |                                            |                                            |                                            |  |                          |                          |                          |  |  |            |            |            |
|  | 4                                         | Arizona                                   | 30                                        | 2                           | Carolina     | 13                                   | 18. Januar – University of Phoenix Stadium | 18. Januar – University of Phoenix Stadium | 18. Januar – University of Phoenix Stadium |  |                          |                          |                          |  |  |            |            |            |
|  | 4                                         | Arizona                                   | 30                                        | 4                           | Arizona      | 33                                   | 18. Januar – University of Phoenix Stadium | 18. Januar – University of Phoenix Stadium | 18. Januar – University of Phoenix Stadium |  |                          |                          |                          |  |  |            |            |            |
|  | 5                                         | Atlanta                                   | 24                                        | 4                           | Arizona      | 33                                   | 18. Januar – University of Phoenix Stadium | 18. Januar – University of Phoenix Stadium | 18. Januar – University of Phoenix Stadium |  |                          |                          |                          |  |  |            |            |            |
|  | 5                                         | Atlanta                                   | 24                                        | 11. Januar – Giants Stadium |              |                                      | 18. Januar – University of Phoenix Stadium | 18. Januar – University of Phoenix Stadium | 18. Januar – University of Phoenix Stadium |  |                          |                          |                          |  |  |            |            |            |
|  |                                           |                                           |                                           | 4                           | Arizona      | 32                                   |                                            |                                            |                                            |  |                          |                          |                          |  |  |            |            |            |
|  | NFC                                       |                                           |                                           | 4                           | Arizona      | 32                                   |                                            |                                            |                                            |  |                          |                          |                          |  |  |            |            |            |
|  |                                           | 6                                         | Philadelphia                              | 25                          |              |                                      |                                            |                                            |                                            |  |                          |                          |                          |  |  |            |            |            |
|  | 4. Januar – Hubert H. Humphrey Metrodome  | 6                                         | Philadelphia                              | 25                          |              |                                      |                                            |                                            |                                            |  |                          |                          |                          |  |  |            |            |            |
|  | NFC Championship                          |                                           |                                           |                             |              |                                      |                                            |                                            |                                            |  |                          |                          |                          |  |  |            |            |            |
|  | 1                                         | New York Giants                           | 11                                        |                             |              |                                      |                                            |                                            |                                            |  |                          |                          |                          |  |  |            |            |            |
|  | 1                                         | New York Giants                           | 11                                        | 3                           | Minnesota    | 14                                   | 1. Februar – Raymond James Stadium         | 1. Februar – Raymond James Stadium         | 1. Februar – Raymond James Stadium         |  |                          |                          |                          |  |  |            |            |            |
|  | 6                                         | Philadelphia                              | 23                                        | 3                           | Minnesota    | 14                                   | 1. Februar – Raymond James Stadium         | 1. Februar – Raymond James Stadium         | 1. Februar – Raymond James Stadium         |  |                          |                          |                          |  |  |            |            |            |
|  | 6                                         | Philadelphia                              | 23                                        | 6                           | Philadelphia | 26                                   | 1. Februar – Raymond James Stadium         | 1. Februar – Raymond James Stadium         | 1. Februar – Raymond James Stadium         |  |                          |                          |                          |  |  |            |            |            |
|  | 11. Januar – Heinz Field                  |                                           |                                           | 6                           | Philadelphia | 26                                   | 1. Februar – Raymond James Stadium         | 1. Februar – Raymond James Stadium         | 1. Februar – Raymond James Stadium         |  |                          |                          |                          |  |  |            |            |            |
|  | 3. Januar – Qualcomm Stadium              | 3. Januar – Qualcomm Stadium              | 3. Januar – Qualcomm Stadium              | N4                          | Arizona      | 23                                   |                                            |                                            |                                            |  |                          |                          |                          |  |  |            |            |            |
|  | 3. Januar – Qualcomm Stadium              | 3. Januar – Qualcomm Stadium              | 3. Januar – Qualcomm Stadium              | N4                          | Arizona      | 23                                   |                                            |                                            |                                            |  |                          |                          |                          |  |  |            |            |            |
|  | 3. Januar – Qualcomm Stadium              | 3. Januar – Qualcomm Stadium              | 3. Januar – Qualcomm Stadium              |                             | A2           | Pittsburgh                           | 27                                         |                                            |                                            |  |                          |                          |                          |  |  |            |            |            |
|  | 3. Januar – Qualcomm Stadium              | 3. Januar – Qualcomm Stadium              | 3. Januar – Qualcomm Stadium              |                             | A2           | Pittsburgh                           | 27                                         |                                            |                                            |  |                          |                          |                          |  |  |            |            |            |
|  | 3. Januar – Qualcomm Stadium              | 3. Januar – Qualcomm Stadium              | 3. Januar – Qualcomm Stadium              | Super Bowl XLIII            |              |                                      |                                            |                                            |                                            |  |                          |                          |                          |  |  |            |            |            |
|  | 3. Januar – Qualcomm Stadium              | 3. Januar – Qualcomm Stadium              | 3. Januar – Qualcomm Stadium              | 2                           | Pittsburgh   | 35                                   |                                            |                                            |                                            |  |                          |                          |                          |  |  |            |            |            |
|  | 4                                         | San Diego                                 | 23 1                                      | 2                           | Pittsburgh   | 35                                   | 18. Januar – Heinz Field                   | 18. Januar – Heinz Field                   | 18. Januar – Heinz Field                   |  |                          |                          |                          |  |  |            |            |            |
|  | 4                                         | San Diego                                 | 23 1                                      | 4                           | San Diego    | 24                                   | 18. Januar – Heinz Field                   | 18. Januar – Heinz Field                   | 18. Januar – Heinz Field                   |  |                          |                          |                          |  |  |            |            |            |
|  | 5                                         | Indianapolis                              | 17                                        | 4                           | San Diego    | 24                                   | 18. Januar – Heinz Field                   | 18. Januar – Heinz Field                   | 18. Januar – Heinz Field                   |  |                          |                          |                          |  |  |            |            |            |
|  | 5                                         | Indianapolis                              | 17                                        | 10. Januar – LP Field       |              |                                      | 18. Januar – Heinz Field                   | 18. Januar – Heinz Field                   | 18. Januar – Heinz Field                   |  |                          |                          |                          |  |  |            |            |            |
|  |                                           |                                           |                                           | 2                           | Pittsburgh   | 23                                   |                                            |                                            |                                            |  |                          |                          |                          |  |  |            |            |            |
|  | AFC                                       |                                           |                                           | 2                           | Pittsburgh   | 23                                   |                                            |                                            |                                            |  |                          |                          |                          |  |  |            |            |            |
|  |                                           | 6                                         | Baltimore                                 | 14                          |              |                                      |                                            |                                            |                                            |  |                          |                          |                          |  |  |            |            |            |
|  | 4. Januar – Dolphins Stadium              | 6                                         | Baltimore                                 | 14                          |              |                                      |                                            |                                            |                                            |  |                          |                          |                          |  |  |            |            |            |
|  | AFC Championship                          |                                           |                                           |                             |              |                                      |                                            |                                            |                                            |  |                          |                          |                          |  |  |            |            |            |
|  | 1                                         | Tennessee                                 | 10                                        |                             |              |                                      |                                            |                                            |                                            |  |                          |                          |                          |  |  |            |            |            |
|  | 1                                         | Tennessee                                 | 10                                        | 3                           | Miami        | 9                                    |                                            |                                            |                                            |  |                          |                          |                          |  |  |            |            |            |
|  | 6                                         | Baltimore                                 | 13                                        | 3                           | Miami        | 9                                    |                                            |                                            |                                            |  |                          |                          |                          |  |  |            |            |            |
|  | 6                                         | Baltimore                                 | 13                                        | 6                           | Baltimore    | 27                                   |                                            |                                            |                                            |  |                          |                          |                          |  |  |            |            |            |
|  |                                           |                                           |                                           | 6                           | Baltimore    | 27                                   |                                            |                                            |                                            |  |                          |                          |                          |  |  |            |            |            |

- 1 nach Verlängerung
- Die Mannschaft mit der niedrigeren Setznummer hat Heimrecht und wird hier als erste genannt, im Gegensatz zur Praxis in den USA, wo die Gastmannschaft zuerst genannt wird.

### Halbfinale
| AFC Championship Game |   |   |   |   |    |    |
| Team                  | 1 | 2 | 3 | 4 | OT | T  |
| Baltimore Ravens      | 0 | 7 | 0 | 7 | –  | 14 |
| Pittsburgh Steelers   | 6 | 7 | 3 | 7 | –  | 23 |

| NFC Championship Game |   |    |    |   |    |    |
| Team                  | 1 | 2  | 3  | 4 | OT | T  |
| Philadelphia Eagles   | 3 | 3  | 13 | 6 | –  | 25 |
| Arizona Cardinals     | 7 | 17 | 0  | 8 | –  | 32 |

## Kader der Mannschaften

### Startaufstellung
| Pittsburgh         | Position | Arizona                     |
| ------------------ | -------- | --------------------------- |
| Offense            |          |                             |
| Hines Ward         | WR       | Larry Fitzgerald            |
| Max Starks         | LT       | Mike Gandy                  |
| Chris Kemoeatu     | LG       | Reggie Wells                |
| Justin Hartwig     | C        | Lyle Sendlein               |
| Darnell Stapleton  | RG       | Deuce Lutui                 |
| Willie Colon       | RT       | Levi Brown                  |
| Heath Miller       | TE       | Leonard Pope                |
| Matt Spaeth        | TE/WR    | Anquan Boldin               |
| Ben Roethlisberger | QB       | Kurt Warner!                |
| Sean McHugh        | TE/RB    | Edgerrin James!             |
| Willie Parker      | RB/FB    | Terrelle Smith              |
| Defense            |          |                             |
| Aaron Smith        | DE/LDE   | Antonio Smith               |
| Casey Hampton      | NT       | Bryan Robinson              |
| Brett Keisel       | DE/DT    | Darnell Dockett             |
| LaMarr Woodley     | OLB/RDE  | Gabe Watson                 |
| James Farrior      | LILB/SLB | Chike Okeafor               |
| Larry Foote        | RILB/LB  | Gerald Hayes                |
| James Harrison     | OLB/LB   | Monty Beisel                |
| Ike Taylor         | RCB/LB   | Karlos Dansby               |
| Ryan Clark         | FS/RCB   | Dominique Rodgers-Cromartie |
| Troy Polamalu!     | SS       | Adrian Wilson               |
| Bryant McFadden    | RCB/FS   | Antrel Rolle                |

Legende:
| ! | = spätere Hall of Famer |

## Spielverlauf

### Erste Hälfte
Das Spiel begann obligatorisch mit dem Münzwurf, den die Cardinals für sich entschieden, allerdings den Steelers das Angriffsrecht überließen. Dies sollte sich als Fehler herausstellen, denn die Steelers machten 71 Yard gut und drangen bis zur gegnerischen 1-Yard-Linie vor. Ein Lauf von Quarterback Roethlisberger brachte den Steelers den Touchdown und eine vorläufige 6:0-Führung. Cardinals-Coach Ken Whisenhunt sprach allerdings eine Coach’s Challenge aus und bekam Recht. Roethlisberger kam nicht in die Endzone, der Spielstand wurde wieder zurückgesetzt. Die Steelers spielten ihren vierten Versuch nicht aus, versuchten stattdessen ein Field Goal und gingen 3:0 in Führung.
Der Angriffsversuch der Cardinals kam nicht über die eigene Hälfte hinaus, sie mussten punten. Die Steelers waren hingegen erneut erfolgreich. Mit zwei 25-Yard-Pässen und anschließend einem 7-Yard-Pass zu Holmes kamen sie erneut an die gegnerische 1-Yard-Linie. Gary Russel vollendete den Angriff mit einem 1-Yard-Touchdownlauf in die gegnerische Endzone und brachte sein Team zu Anfang des zweiten Viertels mit 10:0 in Führung.
Das zweite Viertel begann weitaus besser für die Arizona Cardinals. Ein 45-Yard-Pass zu Anquan Boldin brachte die Cardinals erstmals an die gegnerische Endzone. Kurt Warner kam beim darauffolgenden Spielzug zwar ins Stolpern, konnte allerdings sein Gleichgewicht halten und warf einen 1-Yard-Touchdownpass zu Tight-End Ben Patrick, der den Rückstand auf 7:10 verkürzen konnte. In dieser Phase des Spiels eliminierten sich beide Teams gegenseitig, was einige Punt-Versuche auf beiden Seiten zur Folge hatte. Erst Arizona konnte knapp vor Ende der ersten Halbzeit mit einem Spielzug an die gegnerische 1-Yard-Linie gefährlich werden. Der darauffolgende Pass von Warner endete allerdings in einer Interception von Steelers-Linebacker James Harrison, der mit einem sensationellen 100-Yard-Lauf einen Touchdown für Pittsburgh erzielen konnte. Beim Stand von 17:7 gingen die Teams in die Halbzeitpause.

### Zweite Hälfte
Die Arizona Cardinals konnten auch zu Beginn der zweiten Hälfte ihr Angriffsrecht nicht nutzen und mussten punten. Die Steelers hingegen kamen mit ihrem ersten Angriff erneut an die gegnerische Endzone. Trotz der Feldposition, 9 Yard vor der gegnerischen Endzone, konnten sie mit ihren ersten drei Versuchen allerdings keinen Touchdown erzielen. Durch ein Foul eines Defensive Linebackers bekamen die Steelers allerdings nochmal vier Versuche. Auch die konnten sie nicht nutzen und entschieden sich zu einem Field Goal. Pittsburgh baute seine Führung auf 20:7 aus und ließ den Cardinals im dritten Viertel nur noch sieben Minuten Zeit. Mit dieser Führung ging es auch ins letzte Viertel.
Arizona kam, unter Führung von Quarterback Kurt Warner, mit einem 87-Yard-Spielzug an die Steelers-Endzone. Ein Pass auf Larry Fitzgerald, der trotz enger Deckung entkam, führte zu einem Touchdown. Die Cardinals hatten noch siebeneinhalb Minuten Zeit, beim Spielstand von 20:14.
Ein weiter Punt von Cardinals-Punter Ben Graham zwang die Steelers, ihren Angriff von der eigenen 1-Yard-Linie zu starten. Roethlisberger gelang zwar ein 20-Yard-Pass zu Holmes, die Schiedsrichter entschieden allerdings auf ein Foul von Justin Hartwig, was den Cardinals einen Safety und somit zwei Punkte brachte. Beim Stand von 20:16 und lediglich vier Minuten Zeit, bekamen die Cardinals nach einem Punt der Steelers erneut das Angriffsrecht. Gleich bei seinem zweiten Spielzug gelang Quarterback Kurt Warner ein 64-Yard-Touchdownpass, erneut zu Larry Fitzgerald, und brachte den Cardinals die zu diesem Zeitpunkt überraschende 23:20-Führung. Die Steelers hatten nur noch 2:33 Minuten Zeit, um zumindest noch ein Field Goal zu erzielen und sich somit in die Overtime zu retten.
Die Pittsburgh Steelers bekamen den Ball an ihrer eigenen 22-Yard-Linie, mussten allerdings aufgrund einer 10-Yard-Strafe an der 12-Yard-Linie starten. Dennoch machten sie ziemlich rasch einige Yards gut und kamen durch einen 40-Yard-Pass zu Holmes vor die gegnerische Endzone. Roethlisberger warf daraufhin einen 6-Yard-Pass zu Holmes in die Endzone, der knapp vor der Out-Linie landete. Die Schiedsrichter überprüften mit einem Review den Spielzug, gaben allerdings den Touchdown. Mit dem darauf erzielten Extrapunkt waren die Steelers nun doch wieder mit 27:23 in Führung gegangen, es waren lediglich noch 35 Sekunden zu spielen.
Durch zwei weite Pässe kamen die Cardinals bei ihrem Angriff sehr schnell in die Hälfte der Steelers. Ein Fumble des Arizona-Quarterbacks Warner wurde allerdings durch den Pittsburgh-Spieler Brett Keisel erobert, was den insgesamt sechsten Super-Bowl-Sieg für die Pittsburgh Steelers zur Folge hatte.

### Punkteübersicht
- 1st Quarter
  - PIT – Jeff Reed 18-Yard FG, 9:45. Steelers 3:0. Drive: 9 Spielzüge, 71 Yards, 5:15 Minuten.
- 2nd Quarter
  - PIT – Gary Russell 1-Yard TD-Lauf (Kick Jeff Reed), 14:01. Steelers 10:0. Drive: 11 Spielzüge, 69 Yards, 7:12 Minuten.
  - ARI – Ben Patrick 1-Yard TD-Pass von Kurt Warner (Kick Neil Rackers), 8:34. Steelers 10:7. Drive: 9 Spielzüge, 83 Yards, 5:27 Minuten.
  - PIT – James Harrison 100-Yard TD-Lauf nach Interception (Kick Jeff Reed), 0:00. Steelers 17:7.
- 3rd Quarter
  - PIT – Jeff Reed 21-Yard FG, 2:11. Steelers 20:7. Drive: 16 Spielzüge, 79 Yards, 8:39 Minuten.
- 4th Quarter
  - ARI – Larry Fitzgerald 1-Yard TD-Pass von Kurt Warner (Kick Neil Rackers), 7:33. Steelers 20:14. Drive: 8 Spielzüge, 87 Yards, 3:57 Minuten.
  - ARI – Strafe für „Holding“ in der Endzone – Safety –, 2:58. Steelers 20:16.
  - ARI – Larry Fitzgerald 64-Yard TD-Pass von Kurt Warner (Kick Neil Rackers), 2:37. Cardinals 23:20. Drive: 2 Spielzüge, 67 Yards, 0:21 Minuten.
  - PIT – Santonio Holmes 6-Yard TD-Pass von Ben Roethlisberger (Kick Jeff Reed), 0:35. Steelers 27:23. Drive: 8 Spielzüge, 78 Yards, 2:02 Minuten.

## Übertragung

### Fernsehen

#### Vereinigte Staaten
In den Vereinigten Staaten wurde das Spiel live von NBC in High Definition übertragen. Kommentiert wurde das Spielgeschehen von Al Michaels und John Madden. Der Super Bowl 2009 hatte mit 98,7 Millionen TV-Zuschauern in den USA die höchste Super-Bowl-Einschaltquote aller Zeiten.
Ein 30-Sekunden-Werbespot kostete 3 Millionen US-Dollar, umgerechnet waren das 2,1 Millionen Euro. Insgesamt nahm NBC während der Übertragung mehr als 200 Millionen US-Dollar ein.

#### Deutschland
In Deutschland war Das Erste für die Übertragung ab 00:10 Uhr Mitteleuropäischer Zeit verantwortlich. Kommentatoren waren Andreas Witte und Dirk Froberg. Die Einschaltquote lag bei 380.000 Zuschauern (minus 160.000 Zuschauer im Vergleich zum Vorjahr), der Marktanteil lag bei 8,6 Prozent.

#### Österreich
Der ORF übertrug ab 23:50 Uhr Mitteleuropäischer Zeit, im 16:9-Format mit Zweikanalton und auf ORF 1 HD in High Definition.

#### International
Sehen konnte man den Super Bowl auch auf ESPN und ESPN America, auch im Pay-TV.

### Radio
Auch in den Radiostationen wurde Bericht erstattet. In den USA und Kanada übernahm Westwood One die Übertragung des Super Bowls. International sendete BBC Radio 5 Live die Übertragung des Events. Die teilnehmenden Vereine strahlten ebenfalls, über einen Internetstream, das Spiel aus.

## Halbzeitshow

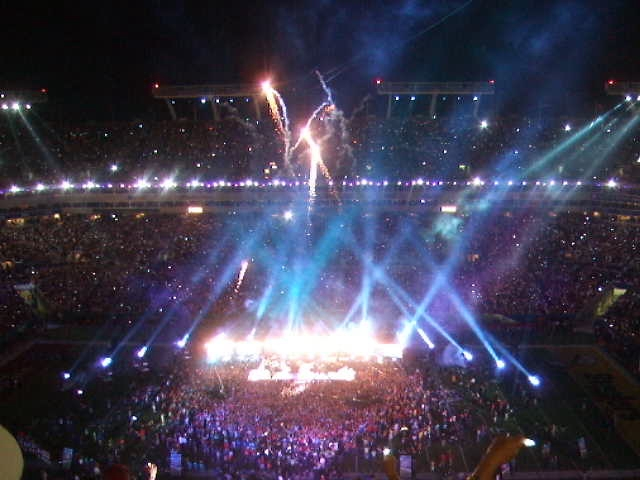
Halbzeitshow

Im 12-minütigen Halbzeitkonzert beim Super Bowl XLIII traten Bruce Springsteen und die E Street Band mit den „Miami Horns“ und einem Gospelchor auf.